# Cebara
Cebara es un pueblo de la municipalidad de Tomislavgrad, en Bosnia y Herzegovina.

## Superficie
Posee una superficie de 6,65 kilómetros cuadrados.

## Demografía
Hasta 2013 la población era de 222 habitantes.